# Grenville Dodge

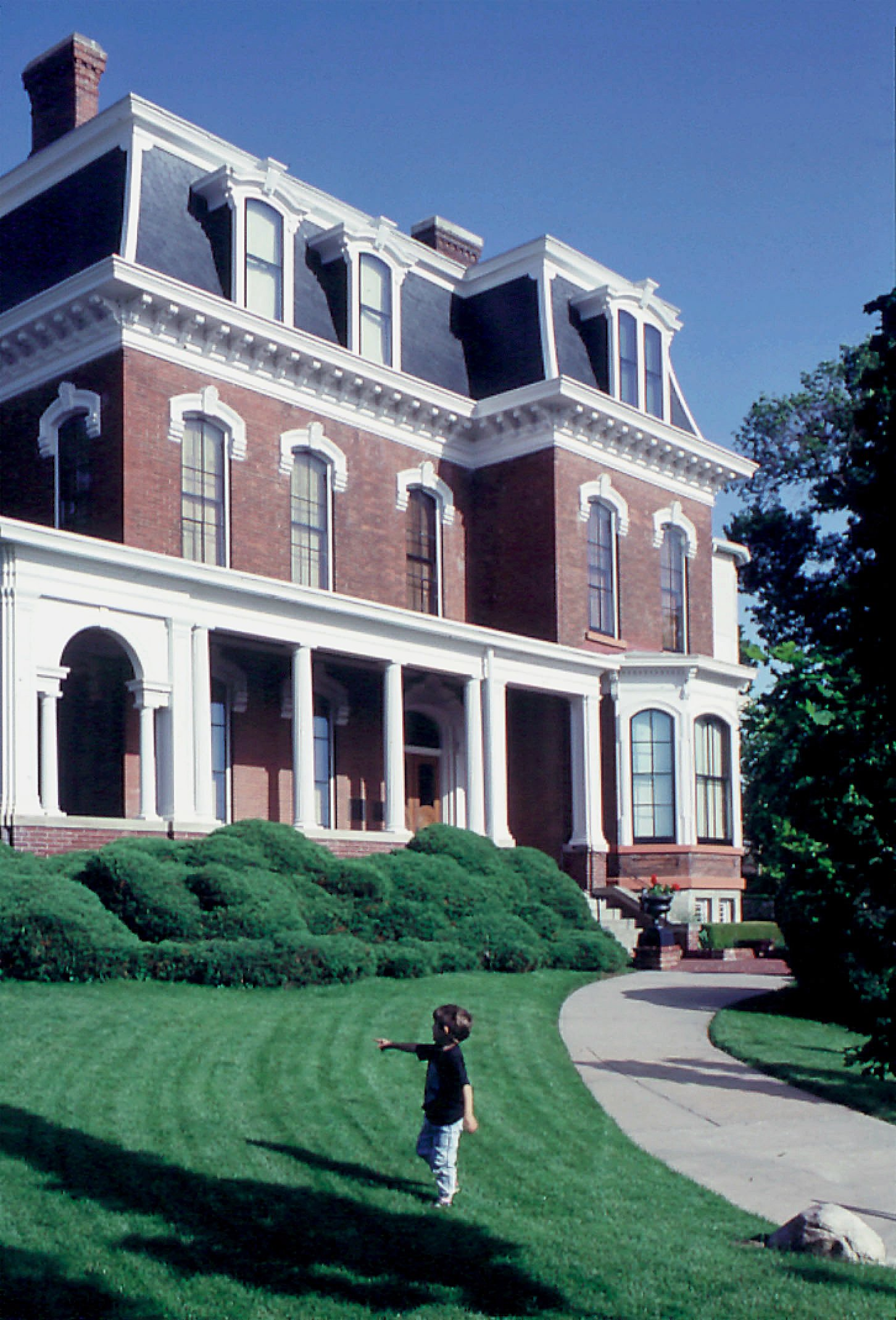
Dom Grenville’a Dodge’a

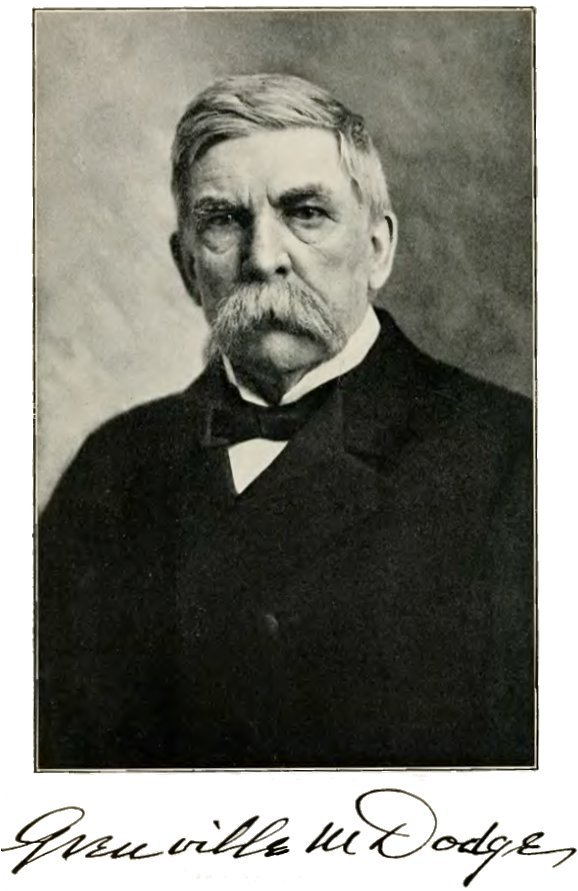
Grenville M. Dodge w późniejszym wieku

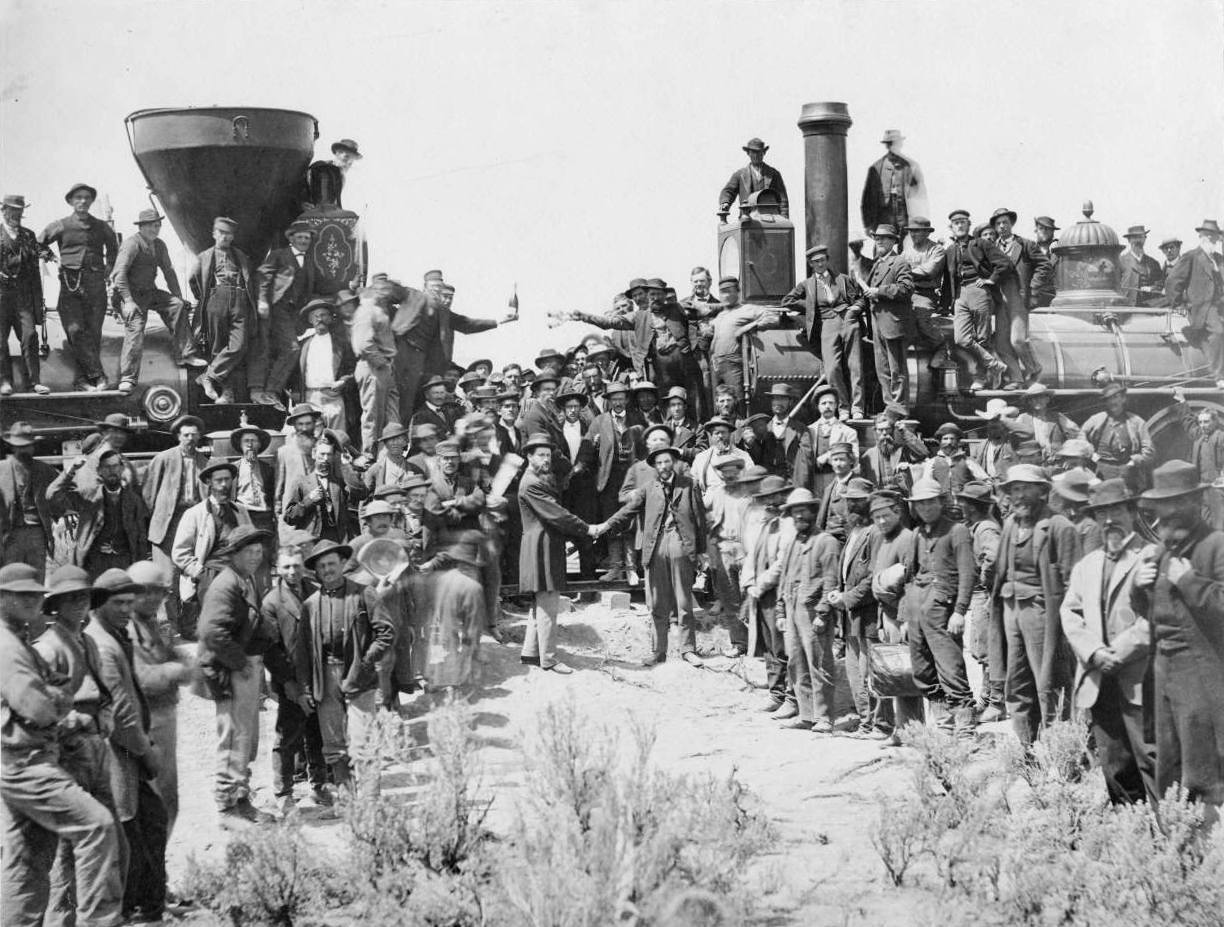
Uroczystość spotkania ekip budujących linię Kolei Transkontynentalnej

Grenville Mellen Dodge (ur. 12 kwietnia 1831, zm. 3 stycznia 1916) – amerykański generał okresu wojny secesyjnej, polityk, biznesmen, jeden z budowniczych Pierwszej Kolei Transkontynentalnej.
Grenville Dodge urodził się w Danvers w stanie Massachusetts 12 kwietnia 1831 roku jako syn Sylvanusa Dodge’a i Julii Theresy Phillips. Przez całe dzieciństwo często przeprowadzał się z rodziną, podążając za zmieniającym pracę ojcem. W 1851 roku ukończył Norwich University w Vermont jako inżynier, po czym przeniósł się do Iowa, gdzie osiadł w Council Bluffs nad Missouri. Przez następne dziesięć lat zajmował się budową linii kolejowych.
W 1854 roku ożenił się z Ruth Anne Brown. Był także udziałowcem w banku Baldwin & Dodge oraz członkiem rady miejskiej w 1860 roku.
Dodge przyjął się do armii w okresie wojny secesyjnej, walczył po stronie Unii. Na samym początku wojny został przez gubernatora Iowa wysłany do Waszyngtonu z zaopatrzeniem dla ochotników. W lipcu 1861 roku został pułkownikiem w 4. Ochotniczym Pułku Kawalerii Iowa, dowodził brygadą w bitwie pod Pea Ridge, gdzie został ranny. Po bitwie został awansowany na generała brygady i skierowany do Dystryktu Mississippi, gdzie zajmował się osłoną linii kolejowych oraz budową nowych połączeń.
W czerwcu 1864 roku został awansowany do stopnia generała majora i mianowany dowódcą XVI Korpusu w czasie wyprawy Williama T. Shermana na Atlantę. W czasie bitwy pod Atlantą jego korpus znajdował się w odwodzie, po czym został wysłany do zastąpienia drogi korpusowi generała Johna B. Hooda. W czasie bitwy Dogde dotarł na front i osobiście dowodził dywizją Thomasa Sweeny’ego. Następnie dowodził korpusem w bitwie pod Ezra Church.
Kolejnym stanowiskiem było dowództwo Departamentu Missouri. Po zakończeniu wojny, latem 1865 roku, Siuksowie, Szejeni i Arapaho rozpoczęli najazdy na szlak Bozemana. Zadaniem Dodge’a było przeprowadzenie kampanii przeciw Indianom, która przeszła do historii jako ekspedycja nad Powder River. W polu siłami amerykańskimi dowodził gen. Patrick Edward Connor, który zadał przeciwnikowi klęskę w bitwie nad Tongue River, co jednak nie zakończyło konfliktu i doprowadziło do jego przekształcenia w Wojnę Czerwonej Chmury.
W maju 1866 roku Dodge zrezygnował ze służby w armii i został głównym inżynierem Union Pacific Railroad oraz jedną z głównych postaci budowy Pierwszej Kolei Transkontynentalnej. Jego zadaniem było zaprojektowanie przebiegu trasy. Jednym z dyrektorów firmy budującej linię był Thomas C. Durant, który dopuszczając się przekrętów finansowych, zbił na budowie fortunę. Widząc zyski Duranta, Dodge zakupił udziały w firmie Duranta. Po odkryciu machinacji i wybuchu skandalu Dodge przeniósł się do Teksasu.
W 1866 roku Dodge pokonał innego republikańskiego kandydata, Johna A. Kassona, w wyborach do Kongresu. Obecność w parlamencie wykorzystywał do lobbingu na rzecz budowy linii kolejowych i rozwoju zachodniej części kraju. Mandat sprawował od 4 marca 1867 do 3 marca 1869 roku. Był delegatem na konwencję republikanów w Chicago w 1868 roku oraz ponownie w 1876 roku w Cincinnati. Po zakończeniu kadencji w Kongresie powrócił do inżynierii kolejowej.
Dodge zmarł w Council Bluffs 3 stycznia 1916 roku i został pochowany na Walnut Hill Cemetery. Jego dom jest Narodowym Pomnikiem Historycznym USA.